# Гуидо Хенкел фон Донерсмарк
Вижте пояснителната страница за други личности с името Гуидо.
Гуидо Георг Фридрих Ердман Хайнрих Аделберт Хенкел фон Донерсмарк (на немски: Guido Georg Friedrich Erdmann Heinrich Adelbert Graf Henckel Fürst von Donnersmarck; * 10 август 1830 в Бреслау/Вроцлав; † 19 декември 1916 в Берлин) от род Хенкел фон Донерсмарк е имперски граф, 1. княз на Донерсмарк, значим индустриеалец и един от най-богатите мъже по това време.
Той е син на граф Карл Лазарус Хенкел фон Донерсмарк (1772 – 1864) и графиня Юлия фон Болен (1800 – 1866), дъщеря на граф Фридрих Лудвиг фон Болен (1760 – 1828), 3. граф на Гнацков (Карлсбург) от Померания, и Каролина Елизабет Агнес фон Вицлебен (1781 – 1857).
През 1848 г. баща му предава собствеността на 18-годишния си син Гуидо, който разширява предприятията. Хенкел живее в Париж от края на 1850-те до 1877 г. с метресата си (по-късно съпруга), Паулина Террза Лахман, маркиза де Пайва. През 1878 г. заради вероятен шпионаж двамата са изгонени от Париж.
Той построява дворци. През 1868 г. той започва строежа на втория голям дворец в Нойдек, който е завършен през 1875 г. На 18 януари 1901 г. заради заслугите му император Вилхелм II го издига на княз.
Гуидо умира в Берлин и е погребан в новия мавзолей в Нойдек в Горна Силезия.

## Фамилия
Гуидо Хенкел фон Донерсмарк се жени на 28 октомври 1871 г. в Париж за Паулина Тереза Лахман (* 7 май 1819, Москва, Русия; † 21 януари 1884, Нойдек), анолиран брак (на 16 август 1871) с Албино Франциско де Пайва († 1872), дъщеря на Мартин Лахман и Анна Амалия Клайн. Бракът е бездетен.
Той има незаконен син от връкка с Розалия Колеман (1835 – 1915):
- Одо Деодатус I Тауерн (* 1885; † 1926), етнолог, женен на 15 юни 1914 г. за Мари София Бертхолд; основател на фамилията Тауерн.

Гуидо Хенкел фон Донерсмарк се жени втори път. на 11 май 1887 г. във Визбаден за Катарина Слепцов (* 4 февруари 1862, Ст. Петербург; †10 февруари 1929, Кословагора), разведена от проф. Николай Валерианович Муравиев (1850 – 1908), дъщеря на Васили Александрович Слепцов и София Филиповна Кристианович. Двамата имат два сина:
- Гуидото Карл Лазарус (* 23 май 1888, Берлин; † 23 декември 1959, Ротах-Егерн); 2. княз на Донерсмарк, женен на 13 февруари 1909 г. в Мюнхен (църковен брак на 14 февруари) за принцеса Анна фон Зайн-Витгенщайн-Берлебург (* 12 септември 1884, Егерн на Тегернзее; † 21 февруари 1963, Вилдбад Кройт); Родители на: графовете фон Хенкел фон Донерсмарк и князете фон Донерсмарк
- Крафт Раул Паул Алфред Лудвиг Гуидо (* 12 март 1890, Берлин; † 1 септември 1977, Ротах-Егерн), граф, 16 свободен господар на Бойтен, собственик на Рептен.